# Франколізе
Франколізе (італ. Francolise) — муніципалітет в Італії, у регіоні Кампанія,  провінція Казерта.
Франколізе розташоване на відстані близько 155 км на південний схід від Рима, 45 км на північний захід від Неаполя, 27 км на північний захід від Казерти.
Населення — 4929 осіб (2014).

## Демографія
Населення за роками:

Станом на 1 січня 2023 року в муніципалітеті офіційно проживало 359 іноземців з 15 країн, серед них 94 громадяни країн Євросоюзу та 36 громадян України.

## Сусідні муніципалітети
- Кальві-Різорта
- Каринола
- Фальчіано-дель-Массіко
- Граццанізе
- Піньятаро-Маджоре
- Спаранізе
- Теано